# Ficus dissipata
Ficus dissipata är en mullbärsväxtart som beskrevs av Edred John Henry Corner. Ficus dissipata ingår i släktet fikonsläktet, och familjen mullbärsväxter. Inga underarter finns listade i Catalogue of Life.